# Bão Usagi (2013)
Bão Usagi, được biết đến ở Philippines với tên gọi Bão Odette, Việt Nam gọi là  Bão số 9 năm 2013 là một xoáy thuận nhiệt đới mạnh đã tác động đến Đài Loan, Philippines, Trung Quốc, và Hong Kong trong tháng 9 năm 2013. Cái tên Usagi (ウサギ usagi) có nghĩa là chòm sao Thiên Thố hay nghĩa đen là con thỏ trong tiếng Nhật. Usagi là cơn bão thứ 19 được đặt tên và bão cuồng phong thứ 4 trong mùa bão, và nó đã phát triển thành một cơn bão nhiệt đới trên vùng biển phía Đông Philippines vào cuối ngày 16 tháng 9. Đến ngày 19 Usagi tăng cường mãnh liệt và cuối cùng nó đã trở thành một cơn bão rất mạnh đồng thời có kích thước lớn. Sau đó, Usagi suy yếu chậm, vượt eo biển Bashi trong ngày 21 trước khi đổ bộ vào Quảng Đông, Trung Quốc trong ngày 22 tháng 9.

## Lịch sử khí tượng
Từ sáng sớm ngày 16 tháng 9, Cơ quan Khí tượng Nhật Bản (JMA) bắt đầu theo dõi một áp thấp nhiệt đới đang phát triển trên khu vực có đột đứt gió theo chiều thẳng đứng thấp, cách thủ độ Manila của Philippines khoảng 1.300 km (810 dặm) về phía Đông. Cũng trong ngày hôm đó, khi mà hoàn lưu mực thấp của hệ thống trở nên rõ ràng hơn, Trung tâm Cảnh báo Bão Liên hợp (JTWC) đã ban hành "Cảnh báo về sự hình thành của xoáy thuận nhiệt đới", trong khi đó Cục quản lý Thiên văn, Địa vật lý và Khí quyển Philippines (PAGASA) đặt tên cho nó là Odette. Vào cuối ngày, JMA đã nâng cấp hệ thống thành bão nhiệt đới và đặt tên cho nó là Usagi. Cùng thời điểm, JTWC cũng nâng cấp nó lên thành áp thấp nhiệt đới 17W.
Vào ngày 17 tháng 9, hệ thống tiếp tục củng cố chặt chẽ hơn khi di chuyển về phía Tây dọc theo rìa phía Nam của áp cao cận nhiệt, và JTWC đã nâng cấp nó lên thành bão nhiệt đới. Sang sáng sớm ngày hôm sau, JMA nâng cấp Usagi lên thành bão nhiệt đới dữ dội; vào buổi trưa, cả JMA lẫn JTWC đều nâng cấp Usagi lên thành bão cuồng phong, khi mà đối lưu sâu đã bao bọc toàn bộ quanh một mắt bão đang phát triển với dòng thổi ra tỏa tròn. Vào ngày 19 tháng 9, Usagi bắt đầu tăng cường rất nhanh, một mắt bão tròn được hình thành và do đó, JTWC đã nâng cấp Usagi lên thành siêu bão cấp 5 trong thang bão Saffir–Simpson trong buổi trưa cùng ngày. Tuy nhiên, những phân tích lại sau mùa bão đã kết luận vận tốc gió duy trì 1 phút tối đa của Usagi là 155 dặm/giờ, tương đương siêu bão cấp 4. Vào thời điểm 18Z, cơn bão đạt đỉnh với vận tốc gió duy trì 10 phút 205 km/giờ (125 dặm/giờ) và áp suất khí quyển 910 hPa (26,87 inHg). Sang ngày 20, Usagi bắt đầu trải qua chu trình thay thế thành mắt bão với thành mắt bão bên trong có bề rộng 75 km (47 dặm) phân tách rõ ràng với thành mắt bão bên ngoài có bề rộng 190 km (120 dặm); đồng nghĩa với việc hệ thống bắt đầu suy yếu, một phần là do tương tác với đất liền giữa Đài Loan và Luzon.
Vào ngày 21 tháng 9, khi Usagi tiến vào eo biển Bashi, JTWC đã giáng cấp nó xuống thành bão cuồng phong do đối lưu trở nên suy giảm. Tuy nhiên, đã ghi nhận được vận tốc gió duy trì 180 km/giờ (110 dặm/giờ) cùng áp suất khí quyển 923 hPa (27,26 inHg) tại Basco, Batanes khi thành mắt bão của Usagi đi qua khu đô thị này. Sau đó, khi chu trình thay thế thành mắt bão hoàn tất, mắt của Usagi trở nên bị che mờ bởi mây, dù cho điều kiện môi trường vẫn duy trì thuận lợi với dòng thổi ra tỏa tròn hoàn hảo và độ đứt gió theo chiều thẳng đứng thấp. Vào ngày 22 tháng 9, mắt bão lại nổi lên, cho phép Usagi duy trì cường độ khi nó tiếp tục tiến gần đến đường bờ biển Trung Quốc. Đến khoảng 11:40 UTC (19:40 giờ Trung Quốc), Usagi đổ bộ lên Sán Vĩ, Quảng Đông, với vận tốc gió duy trì 10 phút 155 km/giờ (100 dặm/giờ) cùng áp suất 935 hPa (27,61 inHg). Không lâu sau, JTWC đã ban hành cảnh báo cuối cùng về cơn bão, trong khi JMA giáng cấp nó xuống thành bão nhiệt đới dữ dội vào lúc 18Z. Sang ngày hôm sau, JMA tiếp tục giáng cấp Usagi xuống thành bão nhiệt đới và sau đó là áp thấp nhiệt đới trên khu vực Quảng Tây. Hệ thống cuối cùng tan trong ngày 24 tháng 9.